# آجیل شمع
جوز شمعی یا آجیل شمع یا کَندِل نات (نام علمی: Aleurites moluccanus) نام یک گونه از تیره فرفیونیان بوده و بومی مناطق مالزی، اندونزی، فیلیپین و هاوایی می‌باشد.
از نام‌های رایج و دیگر این گیاه می‌شود به Candleberry ،Indian walnut ،Kemiri ،Varnish tree ،nuez de la India ،Buah keras - Kukui nut tree اشاره کرد.

## شرایط رشد و نگهداری
نور مورد نیاز: این گیاه به نور زیادی نیاز دارد و باید در محیطی آفتابگیر قرار بگیرد.
آب مورد نیاز: این گیاه بهتر است که هفته‌ای دو بار آبیاری شود.
خاک مورد نیاز: خاک این گیاه باید از نوع مرطوب و کمی اسیدی باشد و بهتر است که زهکشی شده باشد.
دما مورد نیاز: این گیاه باید در دمای ۱۸ الی ۲۷ درجه سانتی گراد نگهداری شود.
البته این گیاه در مناطق خشک و گرمسیری هم به خوبی رشد می‌کند.

## نگارخانه

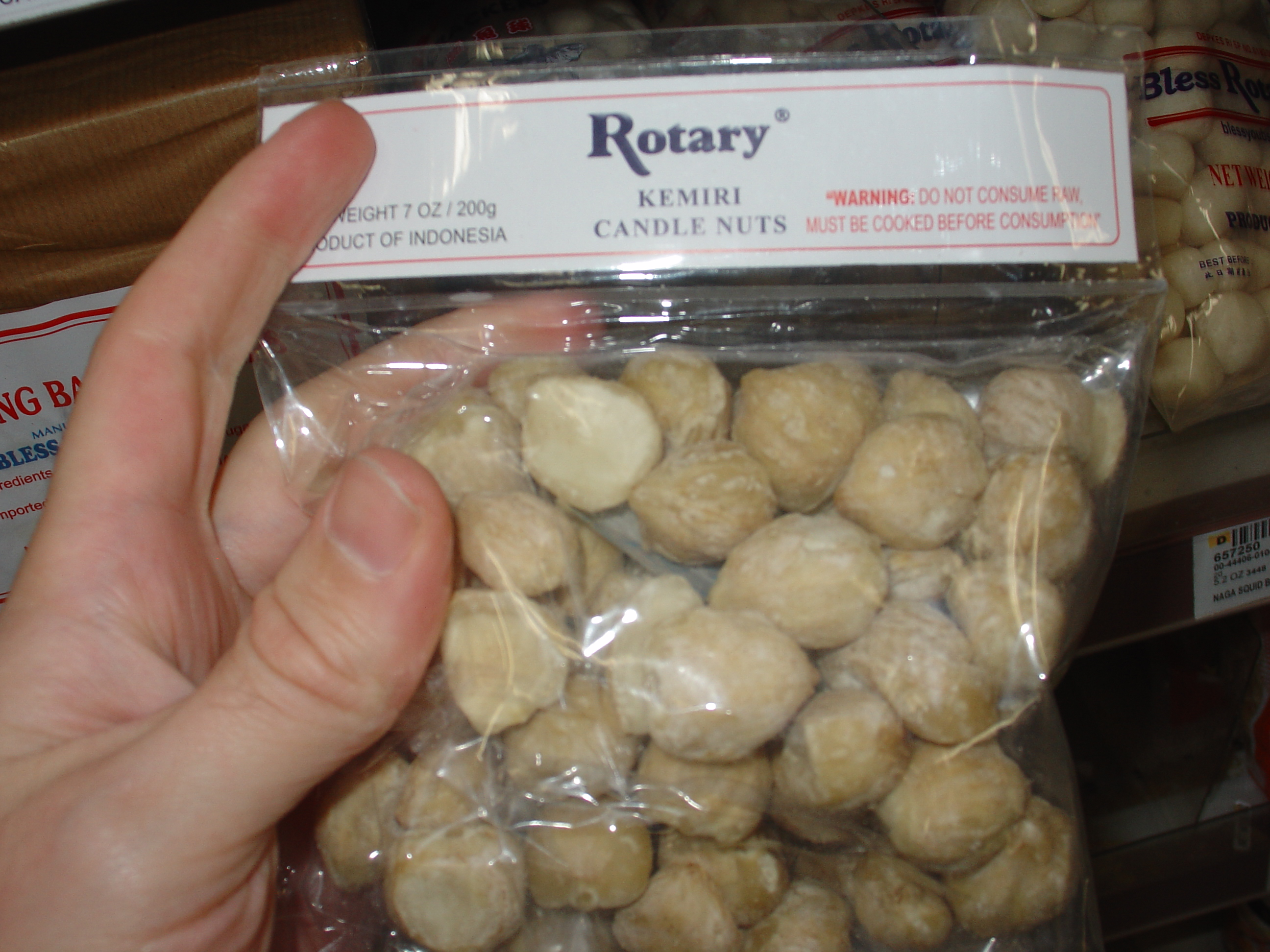
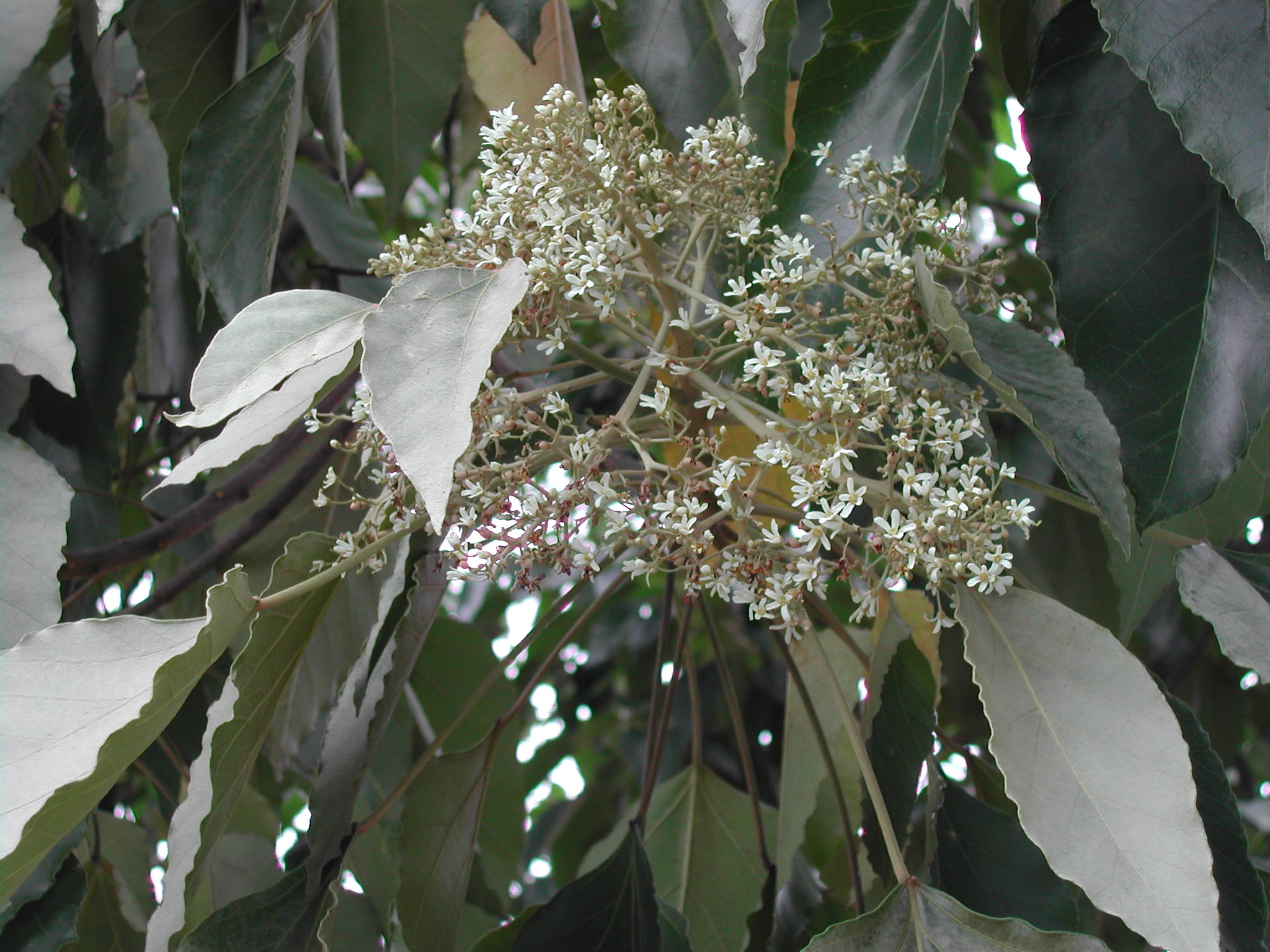
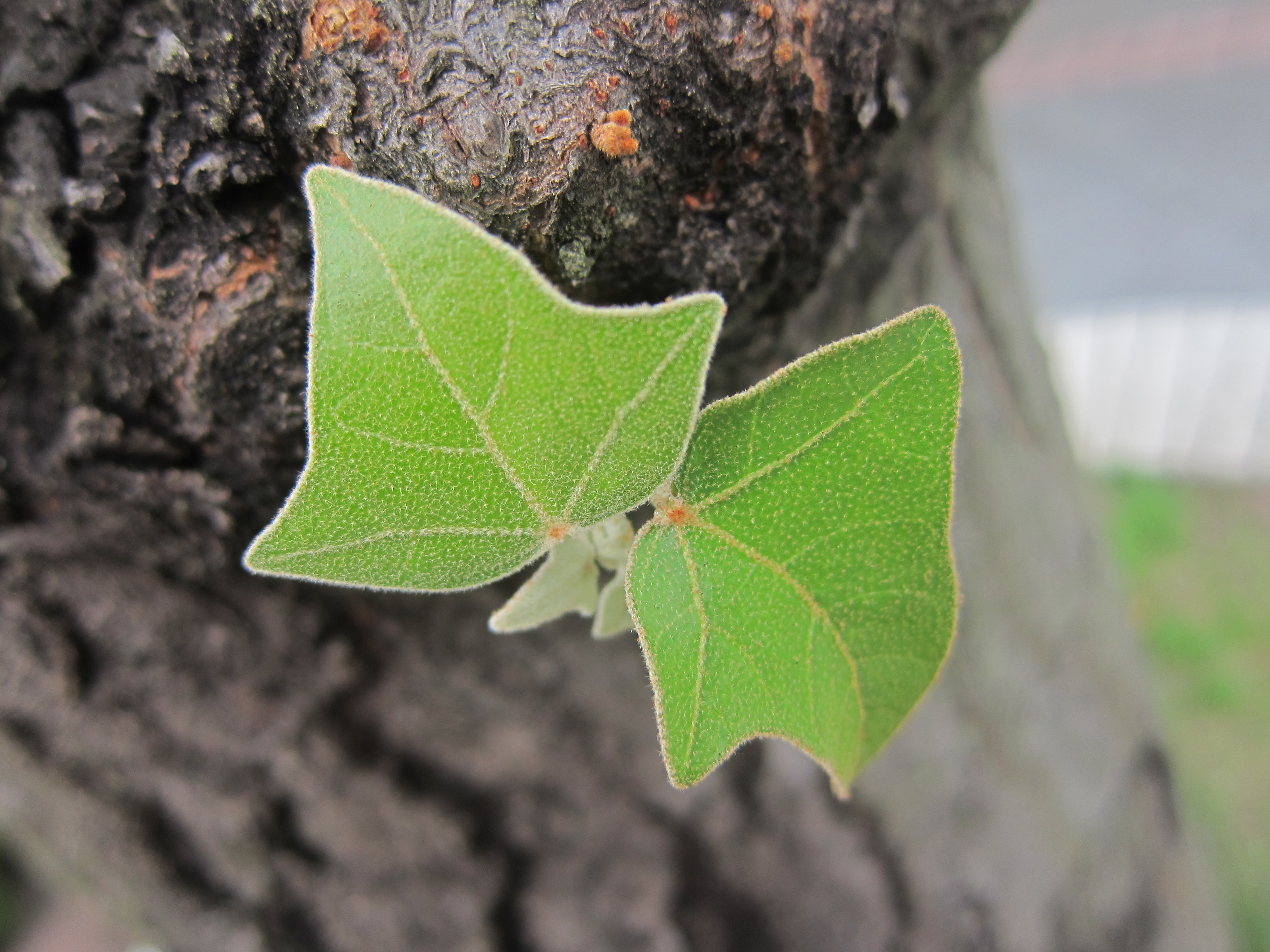